# Menomblet
Menomblet és un municipi francès situat al departament de Vendée i a la regió de País del Loira. L'any 2007 tenia 659 habitants.

## Demografia

### Població
El 2007 la població de fet de Menomblet era de 659 persones. Hi havia 258 famílies de les quals 52 eren unipersonals (20 homes vivint sols i 32 dones vivint soles), 101 parelles sense fills, 97 parelles amb fills i 8 famílies monoparentals amb fills.
La població ha evolucionat segons el següent gràfic:
Habitants censats

### Habitatges
El 2007 hi havia 311 habitatges, 257 eren l'habitatge principal de la família, 38 eren segones residències i 16 estaven desocupats. 298 eren cases i 12 eren apartaments. Dels 257 habitatges principals, 199 estaven ocupats pels seus propietaris i 58 estaven llogats i ocupats pels llogaters; 2 tenien una cambra, 4 en tenien dues, 26 en tenien tres, 51 en tenien quatre i 173 en tenien cinc o més. 213 habitatges disposaven pel capbaix d'una plaça de pàrquing. A 119 habitatges hi havia un automòbil i a 121 n'hi havia dos o més.

### Piràmide de població
La piràmide de població per edats i sexe el 2009 era:
| Homes | Edats   | Dones |
| ----- | ------- | ----- |
| 0     | 95 o +  | 0     |
| 0     | 90 a 94 | 0     |
| 0     | 85 a 89 | 16    |
| 4     | 80 a 84 | 0     |
| 8     | 75 a 79 | 16    |
| 20    | 70 a 74 | 24    |
| 20    | 65 a 69 | 24    |
| 12    | 60 a 64 | 24    |
| 20    | 55 a 59 | 8     |
| 24    | 50 a 54 | 32    |
| 12    | 45 a 49 | 12    |
| 20    | 40 a 44 | 16    |
| 16    | 35 a 39 | 12    |
| 40    | 30 a 34 | 36    |
| 8     | 25 a 29 | 16    |
| 12    | 20 a 24 | 12    |
| 8     | 15 a 19 | 24    |
| 28    | 10 a 14 | 32    |
| 12    | 5 a 9   | 28    |
| 24    | 0 a 4   | 36    |

## Economia
El 2007 la població en edat de treballar era de 411 persones, 308 eren actives i 103 eren inactives. De les 308 persones actives 291 estaven ocupades (167 homes i 124 dones) i 17 estaven aturades (12 homes i 5 dones). De les 103 persones inactives 48 estaven jubilades, 26 estaven estudiant i 29 estaven classificades com a «altres inactius».

### Ingressos
El 2009 a Menomblet hi havia 255 unitats fiscals que integraven 658 persones, la mediana anual d'ingressos fiscals per persona era de 13.191 €.

### Activitats econòmiques
Dels 14 establiments que hi havia el 2007, 1 era d'una empresa alimentària, 2 d'empreses de construcció, 4 d'empreses de comerç i reparació d'automòbils, 1 d'una empresa d'hostatgeria i restauració, 1 d'una empresa immobiliària, 4 d'empreses de serveis i 1 d'una empresa classificada com a «altres activitats de serveis».
Dels 4 establiments de servei als particulars que hi havia el 2009, 1 era un paleta, 1 lampisteria, 1 perruqueria i 1 agència immobiliària.
L'únic establiment comercial que hi havia el 2009 era una fleca.
L'any 2000 a Menomblet hi havia 43 explotacions agrícoles que ocupaven un total de 2.040 hectàrees.

## Equipaments sanitaris i escolars
El 2009 hi havia una escola elemental.

## Poblacions més properes
El següent diagrama mostra les poblacions més properes.